# Ana Maria Pavăl
Ana Maria Pavăl (n. 10 iulie 1983, Gheorghe Gheorghiu-Dej, Bacău, România) este o luptătoare amatoare română care participă în competiții la categoria 53 de kilograme feminin.
Începând cu anul 2005, Pavăl a câștigat un total de cinci medalii de bronz la Campionatele Europene de Lupte. Este membră a clubului CSA Steaua București și este antrenată și instruită de Simon Constantin și Vasile Vișan.
Pavăl a reprezentat România la Jocurile Olimpice de Vară din 2008 de la Beijing, unde a concurat pentru  categoria 55 kg feminin. Ea a pierdut primul meci preliminar cu chinnezoaica Xu Li. Pentru că adversara ei a ajuns în finală, Pavăl a primit șansa să lupte pentru medalia de bronz, învingând-o  în recalificări pe Olga Smirnova din Kazahstan. Ea a jucat meciul pentru medalia de bronz, dar a pierdut în fața columbiencei Jackeline Rentería, terminând doar pe locul al cincilea.

## Legături externe
- Ana Maria Pavăl la Comitetul Olimpic și Sportiv Român (arhivat)
- en Profile – International Wrestling Database
- en NBC Olympics Profile
- en Ana Maria Pavăl la Olympedia.org